# Белоглазый трогон
Белоглазый трогон (лат. Trogon mesurus) — вид птиц семейства трогоновых. Встречается в Эквадоре и Перу.

## Классификация
Ранее белоглазый трогон назывался по другому. Последним его названием перед Trogon mesurus было Trogon melanurus mesurus. Его идентифицировали как подвид чернохвостого трогона. Генетические исследования в начале 2000-х годов показали, что это отдельный вид. Подвидов не выделяют.

## Описание
Белоглазый трогон достигает от 30,5 до 32 см в длину. Самец весит 96 г, а самка — 100 г. У самца чёрное лицо и горло с красным кольцом вокруг глаза. Темя, затылок, верхняя часть тела и верхняя часть груди окрашены в переливающийся зелёный цвет. Белая полоса отделяет верхнюю часть груди от темно-красной нижней части груди, живота и анального отверстия. Верхняя сторона хвоста зелёная, а нижняя — аспидно-серая. Сложенное крыло имеет мелкую чёрную и серовато-белую вермикуляцию. В окрасе самки зелёные части самца заменены оттенками серого.

## Распространение и среда обитания
Белоглазый трогон обитает в самой северной провинции Эквадора, Эсмеральдас, на юге, в перуанской провинции Ламбаеке. Населяет опушки и внутреннюю часть влажных вечнозеленых лесов и полулиственных лесов.

## Размножение
Оба пола насиживают яйца.

## Вокализация
Песня белоглазого трогона часто начинается медленно и набирает силу, например, cuh-cuh-cuh-cuh-cow-cow-ców-ców-ców. Оба пола издают быструю позывку: crra crra crra crra.

## Охранный статус
МСОП оценил белоглазого трогона как вызывающего наименьшее беспокойство. Хотя его популяция не была определена количественно, считается, что она стабильна. Однако, как и другие виды, которые населяют лесные места обитания, белоглазый трогон является уязвимым из-за потери или деградации среды обитания.